# Lozen, Haskovo
Lozen (în bulgară Лозен) este un sat în comuna Liubimeț, regiunea Haskovo,  Bulgaria. 

## Demografie
Componența etnică a satului Lozen
     Bulgari (98,67%)
     Nicio identificare (1,32%)
     Altele (0%)
La recensământul din 2011, populația satului Lozen era de 454 locuitori. Din punct de vedere etnic, majoritatea locuitorilor (98,67%) erau bulgari. Pentru 1,32% din locuitori nu este cunoscută apartenența etnică.